# Ceraclea shuotsuensis
Ceraclea shuotsuensis là một loài Trichoptera trong họ Leptoceridae. Chúng phân bố ở miền Cổ bắc.